# Texian
Texian é um termo da língua inglesa utilizado para se referir aos imigrantes dos Estados Unidos e países que não o México, que se tornaram residentes nas áreas de Tejas e Coahuila do México, grande parte do que seria mais tarde chamado de Texas. Após a guerra da independência, texiano se tornou a designação oficial para todos os cidadãos da República do Texas, apesar de vários termos não-oficiais terem sido usados no século XIX para denotar residentes do Texas, incluindo texasiano, texicano e texoniano. 
O termo foi posteriormente substituído por texano quando da anexação da República do Texas pelos Estados Unidos.